# Ora o mai più (le cose cambiano)
Ora o mai più (le cose cambiano) è un singolo della cantante italiana Dolcenera, il primo estratto dalla riedizione del sesto album in studio Le stelle non tremano - Supernovæ e pubblicato l'11 febbraio 2016.

## La canzone
Composto dalla stessa Dolcenera insieme a Finaz, Ora o mai più (le cose cambiano) è stato presentato per la prima volta dalla cantante in occasione della sua partecipazione al Festival di Sanremo 2016, classificandosi quindicesimo.

## Video musicale
Il video, diretto da Gabriele Surdo e girato presso il Castello di Sammezzano, è stato reso disponibile il 12 febbraio 2016 attraverso il canale YouTube della cantante.

## Tracce
1. Ora o mai più (le cose cambiano) – 3:58

## Classifiche
| Classifica (2016) | Posizione massima |
| ----------------- | ----------------- |
| Italia            | 52                |